# Francisco José Alcántara
Francisco José Alcántara (Haro, 14 de febrero de 1922-La Coruña, 11 de octubre de 1999) fue un escritor y periodista español.

## Biografía
Durante su juventud residió en las ciudades de Bilbao y La Coruña antes de marcharse a Sudamérica donde ejerció como misionero en las ciudades de Bogotá y Caracas. Posteriormente, tras abandonar la orden jesuita, estudió Humanidades Greco Latinas en las ciudades de Zaragoza y Barcelona al tiempo que ejercía como periodista.
De su obra literaria destaca La muerte le sienta bien a Villalobos con la que consiguió el Premio Nadal de 1954.